# Worthington (Kentucky)
Worthington est une ville américaine du comté de Greenup, dans l’État du Kentucky. Elle comptait 1 609 habitants lors du recensement de 2010.

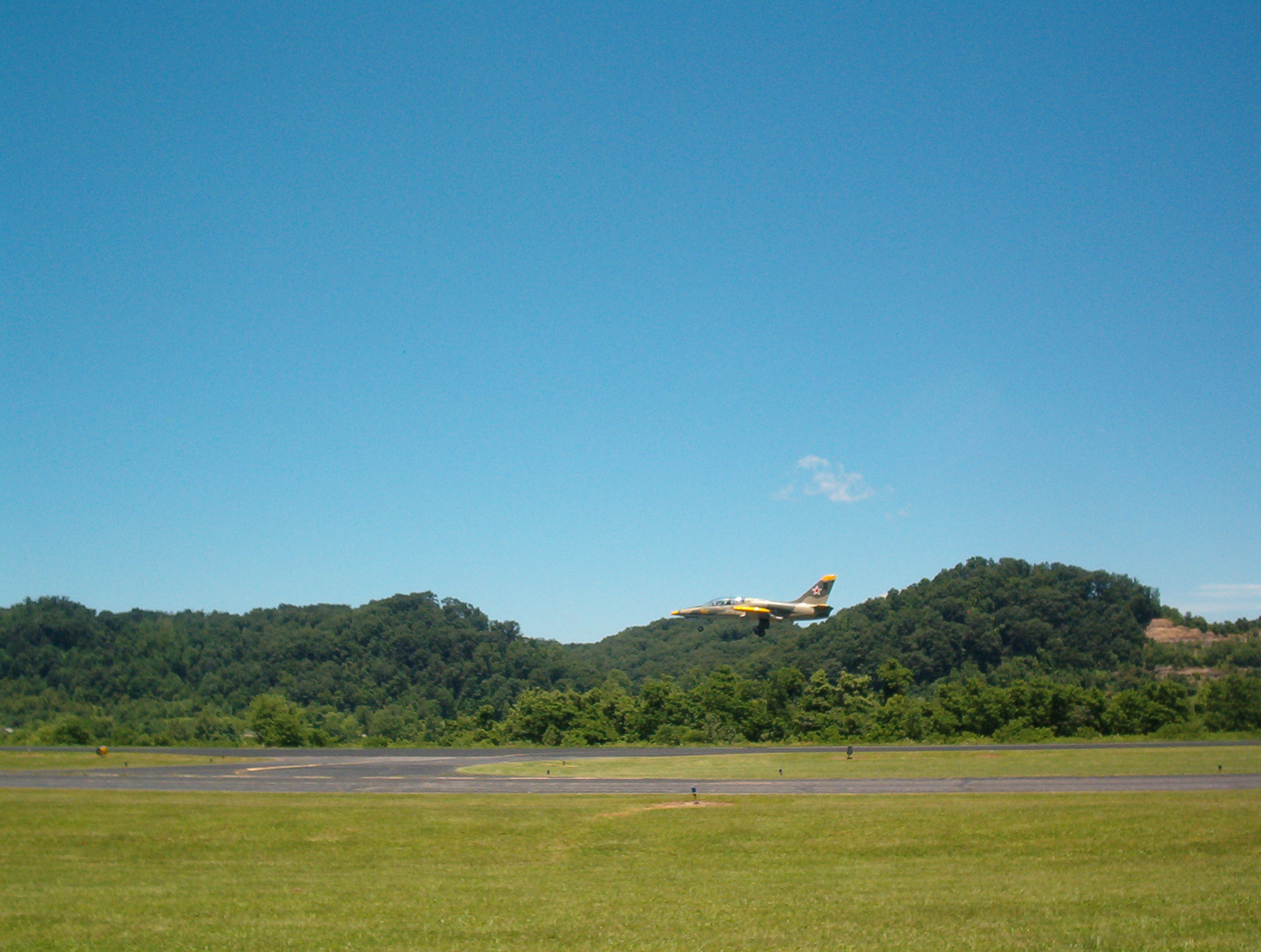
Un MiG décolle de l'aéroport régional d'Ashland.

## Géographie
Worthington Hills est située à 38° 33′ 2″ de latitude Nord et 82° 44′ 5″ de longitude Ouest (38° 33′ 02″ N, 82° 44′ 05″ O).
Sa superficie totale est de 3,1 km² (soit 1,2 mi²) dont 3 km² de terre et 0,1 km² d'eau.

## Sources
1. ↑  (en)  Site de la mairie de Worthington
2. ↑  (en)« https://www.census.gov/geo/www/gazetteer/files/2010_place_list_21.txt »(Archive.org • Wikiwix • Archive.is • Google • Que faire ?) U.S Census Bureau

- (en) Cet article est partiellement ou en totalité issu de l’article de Wikipédia en anglais intitulé « Worthington, Kentucky » (voir la liste des auteurs).